# زیلند (داکوتای شمالی)
زیلند(به انگلیسی: Zeeland) شهری در ایالت داکوتای شمالی کشور ایالات متحده آمریکا است که جمعیت آن در سرشماری سال ۲۰۱۰ میلادی، ۸۶ نفر بوده‌است.